# Beloglottis
Beloglottis là một chi thực vật có hoa trong họ Lan.